# Cattania inflata
Cattania inflata is een slakkensoort uit de familie van de Helicidae. De wetenschappelijke naam van de soort is voor het eerst geldig gepubliceerd in 1876 door Kobelt.